# ネオショー (給油艦)
| 竣工時の「ネオショー」（1939年） |                                            |
| 艦歴                             |                                            |
| 発注                             |                                            |
| 起工                             | 1938年6月22日                              |
| 進水                             | 1939年4月29日                              |
| 就役                             | 1939年8月7日                               |
| 退役                             |                                            |
| その後                           | 1942年5月11日沈没                          |
| 性能諸元                         |                                            |
| 排水量                           | 空荷：7,470 トン、 満載：24,830 トン       |
| 全長                             | 553 ft (169 m)                             |
| 全幅                             | 75 ft (23 m)                               |
| 吃水                             | 32 ft 4 in (9.9 m)                         |
| 機関                             | 蒸気タービン、2軸推進、30,400 shp          |
| 最大速力                         | 18 ノット (33 km/h)                        |
| 航続距離                         |                                            |
| 乗員                             | 304名                                      |
| 兵装                             | 38口径5インチ単装砲 4門 20mm単装機関砲 4門 |
| モットー                         |                                            |

ネオショー (英語: USS Neosho, AO–23) はアメリカ海軍のシマロン級給油艦。Neoshoという艦名はカンザス州とオクラホマ州を流れるネオショー川にちなむ。太平洋戦争開戦劈頭の真珠湾攻撃時、パールハーバー在泊だったが、空襲をほぼ無傷で切り抜けた。1942年5月7日の珊瑚海海戦で第五航空戦隊の艦上爆撃機による急降下爆撃を受けて大破、漂流したあと生存者救助後に自沈した。

## 艦歴

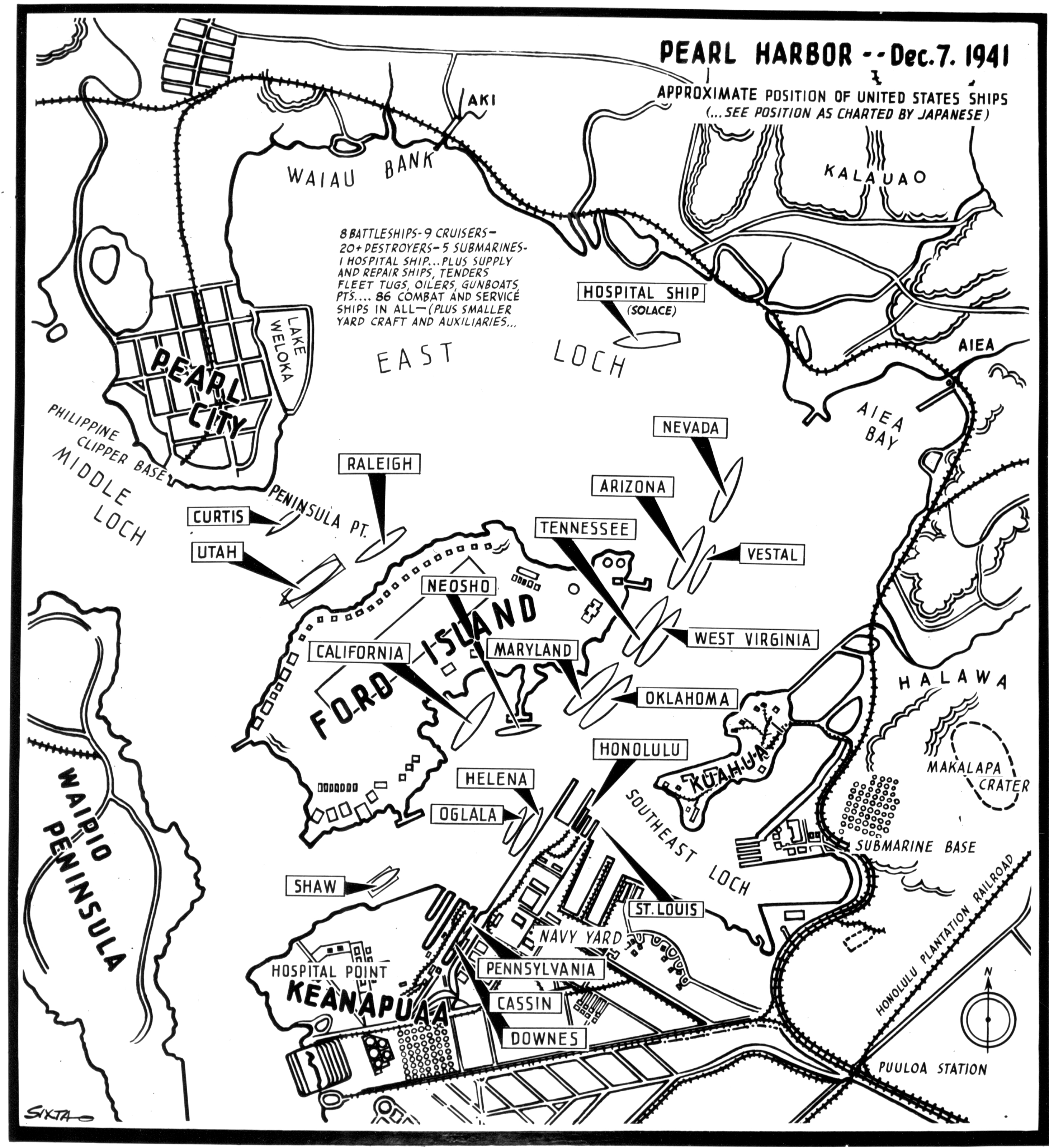
真珠湾攻撃開始時のアメリカ軍主要艦艇停泊位置

1938年（昭和13年）6月22日、ニュージャージー州カーニーのフェデラル・シップビルディング・アンド・ドライドック社で起工。1939年（昭和14年）4月29日、進水。1939年8月7日、就役。
1941年（昭和16年）7月7日にピュージェット・サウンド海軍工廠での改装が完了すると、「ネオショー」は航空機用の燃料をアメリカ西海岸から真珠湾へ運ぶ任務に就いた。
12月6日、「ネオショー」はハワイ基地の真珠湾海軍基地に入泊し、フォード島のガソリン桟橋に横づけして海軍航空基地へ燃料の供給を開始した。「ネオショー」の周囲には太平洋艦隊の主力艦が停泊しており、Battleship Rowと呼ばれていた。
12月7日（日本時間12月8日）、大日本帝国海軍の南雲機動部隊から飛来した攻撃隊が真珠湾を奇襲する。第一次攻撃隊の魚雷攻撃と水平爆撃で周囲の戦艦群が大損害を受ける最中に、「ネオショー」にも数本の魚雷が向かってきたが、命中しなかった。
戦艦「オクラホマ」の転覆を見た「ネオショー」は、フォード島からの脱出を試みた。第一波空襲と第二波空襲の合間に戦艦列中央部のガソリン桟橋を離れ、対岸の海軍工廠に移動する。第二波空襲では、工廠到着前に赤城艦爆隊の隊長千早猛彦大尉機と部下機、計3機の九九式艦上爆撃機から爆撃される。艦爆隊は、爆煙に妨げられて弾着を観測できなかった。ジョン・フィリップス (John S. Phillips) 艦長は「数弾が艦尾近くに落ちて艦が相当ひどく動揺した」と報告している。「ネオショー」は太平洋艦隊司令部のある南東入江に退避し、難を逃れた。
一連の対空戦闘で、機銃掃射により「ネオショー」の乗員3名が負傷した。至近弾は4発を数えた。仮にフォード島のガソリン桟橋に繋留された状態で「ネオショー」が被弾して爆発していたら、戦艦横丁に停泊していた戦艦群たちは火災で大被害を受けていた可能性が高い。戦闘中に「ネオショー」を退避させた功績により、フィリップス艦長は海軍十字章を授与された。
真珠湾攻撃と同時に、日本軍はウェーク島に対する占領作戦も進めていた。ウェーク島のアメリカ海兵隊は、12月10日に第四艦隊の上陸部隊（第六水雷戦隊）を撃退したが、その戦力は枯渇しかけていた。アメリカ海軍は空母部隊でウェーク島救援を試み、その中に第11任務部隊と空母「レキシントン」の姿もあった。「ネオショー」は駆逐艦「ウォーデン」に護衛されて太平洋に乗り出し、第11任務部隊に対する補給を実施した。
1942年4月下旬、「ネオショー」は第17任務部隊に編入された。「ネオショー」は艦艇に対する燃料補給の他にも、郵便物や書類の配達といった雑務もこなしていた。
5月初旬、日本軍はパプアニューギニアの要所ポートモレスビー攻略を目指して作戦を開始、日本陸軍の輸送船団がソロモン海から珊瑚海にむけて南下しつつあった。連合国軍は、第11任務部隊（指揮官オーブリー・フィッチ少将、旗艦レキシントン）、第17任務部隊（指揮官フランク・J・フレッチャー少将、旗艦ヨークタウン）、第44任務部隊（指揮官クレース少将、旗艦オーストラリア）を合流させ、フレッチャー提督指揮下の第17任務部隊で日本軍を迎え撃つ。
第17任務部隊の補給隊（第17.6任務群、指揮官ジョン・S・フィリップス大佐）は、油槽艦「ネオショー」と駆逐艦「シムス」、油槽艦「ティッペカヌー」と駆逐艦「ウォーデン」という組み合わせだった（珊瑚海海戦、両軍戦闘序列）。
5月3日から5日までは、駆逐艦「ラッセル」が「ネオショー」を護衛した。その日から5月6日にかけて、「ネオショー」は空母「ヨークタウン」や、重巡洋艦「アストリア」に給油をおこなう。フレッチャー提督は、補給隊（ネオショー、シムス）を次の補給地点にむけて南下させた。それまで「ネオショー」の護衛役だった「ラッセル」で燃料補給ポンプの故障が発生し、「シムス」に護衛役が回ってきたのである。
5月7日、珊瑚海海戦が始まる。午前7時35分（日本時間5時22分）、空母「翔鶴」から発進した九七式艦上攻撃機（索敵）が、「ネオショー」と「シムス」を発見した。ところが九七艦攻はネオショーを航空母艦と誤認報告する。
MO機動部隊から「敵空母」を撃滅するために計78機の攻撃隊が発進した。「ネオショー」の上空に到達した五航戦攻撃隊は「油槽船」を発見したのみで、周囲を索敵したが「敵空母」を発見できなかった。
そのうち索敵機が「先の航空母艦はタンカーの誤り」と訂正報告する。戦史叢書第49巻『南東方面海軍作戦＜1＞』では「この索敵機がいかなる状況で目標を誤認したかは不明であるが、出発時からすでに空母以外には念頭にないので、油槽船の比較的平板な船型を見て直ちに空母と判断、報告したのであろう。また索敵機が敵を発見した場合には、途中の雲を利用したり、視界内外に出入して触接をつづけるのが一般的であるが、このような行動をくり返すうち、誤って同じ目標を別個のものと判断したと思われる。」と記述している。ネオショーは「肥った貴婦人」と渾名されていた。
五航戦攻撃隊は母艦への帰投を命じられた。だが高橋少佐（翔鶴飛行隊長）が率いる九九式艦上爆撃機が、「ネオショー」と「シムス」を攻撃。連合軍の記録では、午前10時頃から急降下爆撃を受け、「シムス」は複数の爆弾が命中して轟沈した
「ネオショー」は命中弾7発と至近弾8発を受ける。さらに対空砲火により被弾炎上した九九艦爆1機（瑞鶴所属機、操縦／石塚重男 二飛曹、偵察員／川添正義 三飛曹）が、体当たり攻撃を敢行して本艦に突入、命中した。「ネオショー」は大破して炎上し、フィリップス艦長が「総員退去の準備をして待機せよ」と命令した段階でパニックが発生、乗組員が退去を始めた。
しかし「ネオショー」は沈んでおらず、フィリップス艦長の指揮下で珊瑚海を漂流した。応急修理に尽力して重傷を負い、のちに死亡したオスカー・V・ピーターソンには、後日名誉勲章が授与された。「ネオショー」は無線で救助を求めたので（日本側も通信傍受によりネオショーが漂流中であることを察知した）、駆逐艦「モナハン」が派遣されたが、漂流する「ネオショー」を発見できなかった。5月8日には日本軍潜水艦が「ネオショー」のランチを発見したが、無人だったという。
その後、漂流中の「ネオショー」はオーストラリア空軍の航空機に発見され、次いでアメリカのPBY カタリナ飛行艇に発見された。5月11日13時、生存者123名は駆逐艦「ヘンリー」に救助された。その後「ネオショー」は放棄され、自沈処分となった。他に救命筏に乗った「ネオショー」生存者4名を駆逐艦「ヘルム」が発見し、救助している。